# Latest & Greatest
Latest & Greatest è una raccolta del gruppo musicale statunitense Great White, pubblicata nel giugno del 2000 dalla Portrait Records.
L'album include nuove versioni in studio di alcuni dei pezzi più famosi del gruppo, con l'eccezione della cover dal vivo di In the Light dei Led Zeppelin, registrata il 16 dicembre 1996 al Santa Ana in California, della performance live di The Angel Song eseguita il 2 ottobre 1999 all'House of Blues di Myrtle Beach in Carolina del Sud, e del brano Rollin' Stoned presentato nella sua versione originale.

## Tracce
1. In the Light (live) – 6:08
2. Rock Me – 7:08
3. Face the Day – 5:58
4. Once Bitten, Twice Shy – 5:24
5. Rollin' Stoned – 4:10
6. Call It Rock n' Roll – 4:13
7. Save Your Love – 4:41
8. Can't Shake It – 5:10
9. House of Broken Love – 5:57
10. Mista Bone – 5:07
11. The Angel Song (live) – 5:07
12. Lady Red Light – 4:38

## Formazione
- Jack Russell – voce, percussioni
- Mark Kendall – chitarre, percussioni, cori
- Michael Lardie – chitarre, tastiere, percussioni, cori
- Sean McNabb – basso
- Audie Desbrow – batteria